# Терновский, Пётр Матвеевич
Пётр Матвеевич Терновский (1798—1874) — заслуженный профессор богословия, церковной истории, церковного законоведения, логики и опытной психологии в Московском университете, протоиерей, писатель.

## Биография
Родился в семье священника Иоанно-Предтеченской церкви, что на Покровке — Матвея Матвеевича Терновского. В десятилетнем возрасте начал учиться в славяно-греко-латинской академии — «под надзором своего отца», откуда в 1814 году, после преобразования духовных училищ, перешёл в только что открытую тогда при Николо-Перервинском монастыре духовную семинарию, курс которой окончил со степенью студента в 1818 году и был принят в Московскую духовную академию. В 1822 году на выпускном испытании Терновский был удостоен степени магистра и был оставлен при академии бакалавром греческого языка.
В период 1823—1826 годов он исполнял в академии также обязанности секретаря Конференции и Правления. В это время Терновский участвовал в производившемся тогда переводе Священного Писания с древне-еврейского языка на русский и самостоятельно работал над переводом с греческого языка творений Святых отцов для петербургского журнала «Христианское чтение».
В конце 1827 год Терновский был назначен ординарным профессором богословия и церковной истории в Императорский Московский университет и в начале 1828 года митрополитом Филаретом был рукоположён во священника церкви университетского благородного пансиона и стал преподавать в пансионе закон Божий и греческий язык. С 1831 год Терновский — настоятель университетской церкви, которой была тогда верхняя церковь «храма Георгия на Красной Горке».
Декан нравственно-политического факультета Московского университета (1834—1835).
В сентябре 1837 года Терновский стал первым настоятелем церкви Св. Татьяны, построенной при здании университета, и тогда же возведён в сан протоиерея. Тогда же, написанное Терновским руководство для студентов, под заглавием «Богословие догматическое», доставило автору степень доктора богословских наук и звание действительного члена конференции Московской духовной академии. Этот труд был признан официальным руководством для студентов и издавался трижды — в 1838, 1839 и 1844 гг.
Когда в 1850 году в университете было упразднено преподавание философии и оставлены лишь опытная психология и логика, чтение лекций по этим предметам было возложено на П. М. Tерновского, причём в руководство при изложении этих наук ему были даны программы, выработанные Московской духовной академией. В декабре 1852 года он был удостоен звания заслуженного профессора Московского университета.
За время своей службы в университете П. М. Терновский занимал различные должности: декана отделения нравственно-политических наук, члена училищного комитета, цензора проповедей и др. Дважды был награждён орденом Св. Анны 2-й степени (1837).[уточнить]
В 1858 году он вышел в отставку и кафедру богословия Московского университета занял Н. А. Сергиевский.
«Русский биографический словарь А. А. Половцова» неопределённо указывал дату смерти: « умер, по одним сведениям — 5-го, по другим — 15 сентября 1874 г.»; новейшие сведения указывают, что он умер 1 (13) сентября 1874 года. Похоронен на Ваганьковском кладбище (14 уч.).
Кроме «Богословия догматического», были напечатаны ещё «Слово о пророчествах Ветхого завета» (М., 1828) и «Избранные места из Священной истории Ветхого и Нового Завета с назидательными и новыми размышлениями» (М., 1851). В 80-х годах печатался в журнале А. А. Хованского «Филологические записки».

## Труды
- «Опыт систематического диктанта, с изложением правил русского правописания, орфографическим разбором и словарём» (Киев, 1877);
- «Иван Иванович Хемницер и язык его басен» (Филологические записки, Воронеж, 1885);
- «Ал. Вас. Кольцов и язык его песен» (Филологические записки, Воронеж, 1896);
- «И. А. Крылов, историческое, общественное и литературное значение и язык его басен» (Филологические записки, Воронеж, 1896);
- «Историко-литературные очерки» (Житомир, 1898);
- «Мысли по вопросу о реформе средней школы» (Житомир, 1900);
- «Земледельческие артели» (Киев, 1876);
- «Сельское хозяйство и соло-вексельный кредит» (2-й вып., Житомир, 1896);
- Исповедь старого судебного следователя" (Житомир, 1901);
- «К аграрному вопросу» (Киев, 1906).